# 車璽
車璽（1454年—？），字一之，順天府宛平縣匠籍山西澤州人，明朝政治人物。進士出身。

## 生平
早年出身府學增廣生，成化十三年（1477年）丁酉科順天府鄉試中举。成化十四年（1478年）聯捷戊戌科會試第九名，殿試登進士第二甲第九十一名。历行人司司副。成化二十三年（1487年）三月升河南僉事，提調學校。弘治八年（1495年）陞河南按察司副使，弘治十四年（1501年）陞江西布政司左參政。

## 著作
《治河总考》，已佚。

## 家族
曾祖車鐸。祖父車宣。父亲車昱。母沈氏。具庆下。